# Yasuaki Murayama
Pour les articles homonymes, voir Murayama (homonymie).
Yasuaki Murayama (村山 慈明, Murayama Yasuaki) est un joueur de shōgi professionnel japonais né le 9 mai 1984 à Hino.

## Biographie et carrière
Yasuaki Murayama est né en mai 1984 à Hino. Il est devenu professionnel en octobre 2003 après sa victoire dans le tournoi des 3e dan (avril 2003).
Il remporte en 2007  le Shinjin-Ō-sen (tournoi réservé aux joueurs de moins de 26 ans et classés sixième dan ou rang inférieur),.
En 2010, il est finaliste de la coupe Asahi.
En mars 2016, Yasuaki Murayama remporte la Coupe NHK.
Il a été classé 7e dan à partir de mars 2014 et a le grade de 8e dan professionnel depuis juin 2023.